# Форначе (Фиренца)
Форначе (итал. Fornace) је насеље у Италији у округу Фиренца, региону Тоскана.
Према процени из 2011. у насељу је живело 167 становника. Насеље се налази на надморској висини од 539 м.